# Sony Xperia E1
A Sony Xperia E1 (D2004, D2005) egy alsó kategóriás androidos okostelefon, amelyet a gyártó Sony 2014 elején dobott piacra. Kódneve Falcon SS. Létezik két SIM-kártyás változata is, Xperia E1 Dual néven.

## Hardver
A Sony ezt a telefont mint belépőszintű készüléket mutatta be azzal, hogy ennél gyengébb telefont nem fognak gyártani.A készülék dobozában egy töltő (mely nem használható adatkábelként) és egy headset található, maga a telefon pedig lehet fekete, fehér, vagy lila színű. Az akkumulátort külön kell behelyezni, nincs fixen beépítve. Normál méretű SIM-kártyával működik. A telefon anyaga műanyag és üveg. Előlapján csak a logó látható, nincsenek fix billentyűi. Alul elrejtve egy értesítési LED látható, amely több színben is képes világítani bizonyos programokkal együttműködve. A kijelző 4 hüvelykes TFT, 480x800 pixeles, 233 ppi felbontással. Oldalt a jellegzetes Sony bekapcsológomb és a hangerőszabályzók találhatóak, valamint a microUSB-port. A 3.5" kimenet a telefon tetején található. Hátlapja kissé puritán, a sima felületből egyedül a vaku nélküli 3 megapixeles kamera emelkedik ki, egy nagy Sony-felirat, és egy még nagyobb, jellegzetes hangszórórács mellett. Processzora egy kétmagos Qualcomm MSM8210 Snapdragon 200, a grafikáért pedig az Adreno 302 chip felel. Belső memóriája 512 MB, ezen felül van még 4 GB tárhely (amelyből 2,2 GB használható), és microSD-kártyával egészen 32 GB-ig bővíthető. Wi-Fi, GPS, és Bluetooth 4.0 kapcsolatokra képes. A telefon legtetején egy Walkman-alkalmazást indító fizikai billentyű is elhelyezésre került, valamint a telefon rázásával is lehetséges zenelejátszás közben számot váltani. A kamera fixfókuszos, videót 800x600 méretben képes felvenni.

## Szoftver
A telefon gyárilag az Android 4.3-as verziójával jelent meg, mely azonban később frissíthető lett a 4.4.2-es változatra. A Sony a saját Timescape felületével alakította át az operációs rendszert, saját rendszeralkalmazásaival (Walkman, Album, Filmek, Sony Select, TrackID). A STAMINA üzemmódot is beépítették, amely bizonyos funkciók letiltásával megnövelheti az akkumulátor élettartamát. A legnépszerűbb Google-alkalmazások (Google Chrome, Google Play, Google Hangtárcsázó, Google Asszisztens, Google Térképek, Hangouts) előre telepítetten ugyancsak megtalálhatóak. A telefon képes a HD és Full HD-tartalmak lejátszására a beépített Filmek szoftverrel, DivX-videókhoz viszont külön programot kell telepíteni.